# Tran Tran
Tran Tran è un singolo del rapper italiano Sfera Ebbasta, pubblicato il 9 giugno 2017 come primo estratto dal secondo album in studio Rockstar.

## Descrizione
Nel testo, l'artista ripercorre il ritmo monotono della propria vita fin quando non ha raggiunto fama e notorietà.
Il singolo è stato successivamente incluso nella lista tracce del secondo album in studio Rockstar, nella cui edizione internazionale è presente la partecipazione vocale di Lary Over.

## Video musicale
Il video è stato girato in Sardegna sulla bretella Gonnostramatza-131, una strada piena di buche e dislivelli, pericolosa e impraticabile. Il primo cittadino di Gonnostramatza Alessio Mandis ha rivolto un appello all'artista chiedendo di essere aiutato per risolvere il problema con l'Anas.

## Tracce
1. Tran Tran – 3:40

2. Tran Tran (con Lary Over) – 4:12

## Classifiche
| Classifica (2017) | Posizione massima |
| ----------------- | ----------------- |
| Italia            | 1                 |